# Cölestin Josef Ganglbauer
Cölestin Josef Ganglbauer (Thanstetten, 20 agosto 1817 – Vienna, 14 dicembre 1889) è stato un cardinale, arcivescovo cattolico e abate austriaco.

## Biografia
Nacque a Thanstetten, oggi Schiedlberg, il 20 agosto 1817. Ricevette l'ordinazione presbiterale il 22 giugno 1843. Fu eletto abate di Kremsmünster il 19 aprile 1876. Il 4 agosto 1881 fu eletto arcivescovo di Vienna e consacrato vescovo il 28 agosto dello stesso anno dal nunzio in Austria-Ungheria Serafino Vannutelli. Papa Leone XIII lo elevò al rango di cardinale nel concistoro del 10 novembre 1884. Il 10 giugno 1886 ricevette il titolo di Sant'Eusebio. Morì il 14 dicembre 1889 all'età di 72 anni e fu sepolto nella cattedrale di Santo Stefano a Vienna.

## Genealogia episcopale e successione apostolica
La genealogia episcopale è:
- Cardinale Scipione Rebiba
- Cardinale Giulio Antonio Santori
- Cardinale Girolamo Bernerio, O.P.
- Arcivescovo Galeazzo Sanvitale
- Cardinale Ludovico Ludovisi
- Cardinale Luigi Caetani
- Cardinale Ulderico Carpegna
- Cardinale Paluzzo Paluzzi Altieri degli Albertoni
- Papa Benedetto XIII
- Papa Benedetto XIV
- Papa Clemente XIII
- Cardinale Marcantonio Colonna
- Cardinale Giacinto Sigismond Gerdil, B.
- Cardinale Giulio Maria della Somaglia
- Cardinale Carlo Odescalchi, S.I.
- Cardinale Costantino Patrizi Naro
- Cardinale Serafino Vannutelli
- Cardinale Cölestin Josef Ganglbauer, O.S.B.

La successione apostolica è:
- Vescovo Ernest Maria Müller (1885)
- Cardinale Luigi Galimberti (1887)